# Saint-Jean-des-Mauvrets
Saint-Jean-des-Mauvrets ist eine Ortschaft und eine Commune déléguée in der französischen Gemeinde mit 1.869 Einwohnern (Stand: 1. Januar 2022) im Département Maine-et-Loire in der Region Pays de la Loire. Die Einwohner werden Malvrétois genannt.
Saint-Jean-des-Mauvrets wurde am 15. Dezember 2016 mit Juigné-sur-Loire zur neuen Gemeinde Les Garennes sur Loire zusammen. Sie gehörte zum Arrondissement Angers und zum Kanton Les Ponts-de-Cé.

## Geographie
Saint-Jean-des-Mauvrets liegt etwa elf Kilometer südöstlich von Angers am südlichen Ufer der Loire.

## Bevölkerungsentwicklung
| Jahr          | 1962 | 1968 | 1975 | 1982  | 1990  | 1999  | 2006  | 2013  |
| ------------- | ---- | ---- | ---- | ----- | ----- | ----- | ----- | ----- |
| Einwohner     | 854  | 852  | 961  | 1.152 | 1.308 | 1.450 | 1.666 | 1.751 |
| Quelle: INSEE |      |      |      |       |       |       |       |       |

## Sehenswürdigkeiten
Siehe auch: Liste der Monuments historiques in Les Garennes sur Loire
- Kirche
- Herrenhaus La Gachetière, seit 1997 Monument historique
- Schloss Saint-Jean aus dem 17./18. Jahrhundert

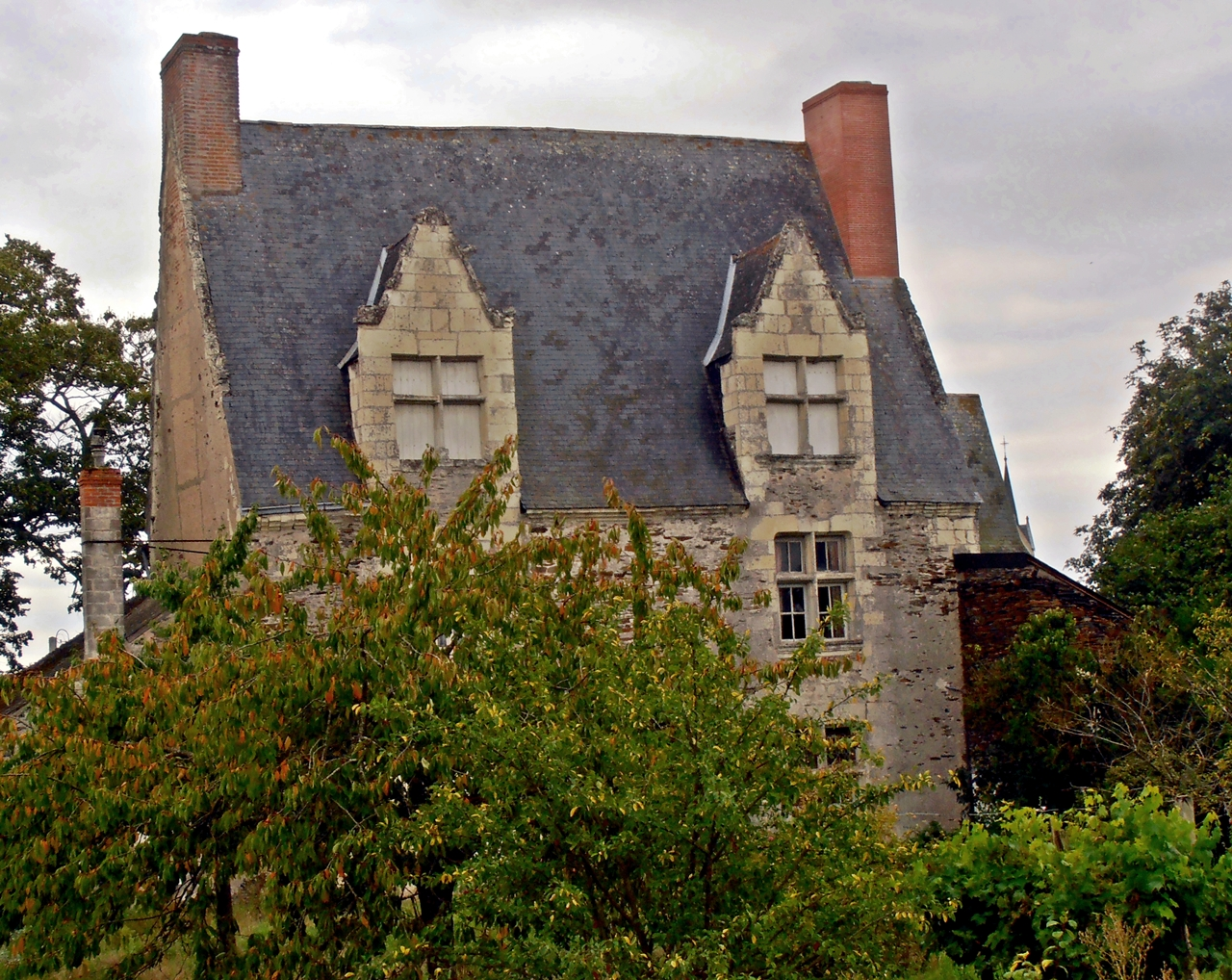
Herrenhaus La Gachetière

## Weinbau
Der Ort gehört zum Weinbaugebiet Anjou.